# Amt Lauenburgische Seen
Das Amt Lauenburgische Seen ist ein Amt im Kreis Herzogtum Lauenburg in Schleswig-Holstein. Es erstreckt sich  entlang der Ratzeburger Seen bis zum Schaalsee im Naturpark Lauenburgische Seen. Die Verwaltung des Amtes hat ihren Sitz in der Stadt Ratzeburg. Eine Außenstelle existiert in der Gemeinde Groß Grönau, die als suburbane Siedlung vor den Toren der Stadt Lübeck die Gemeinde mit der größten Einwohnerzahl und Besiedlungsdichte des Amtsbezirkes ist. In Sterley ist ein Bürgerbüro der Amtsverwaltung eingerichtet. 

## Amtsangehörige Gemeinden
| 1. Albsfelde 2. Bäk 3. Brunsmark 4. Buchholz 5. Einhaus 6. Fredeburg 7. Giesensdorf 8. Groß Disnack 9. Groß Grönau | 1. Groß Sarau 2. Harmsdorf 3. Hollenbek 4. Horst 5. Kittlitz 6. Klein Zecher 7. Kulpin 8. Mechow 9. Mustin | 1. Pogeez 2. Römnitz 3. Salem 4. Schmilau 5. Seedorf 6. Sterley 7. Ziethen |

## Geschichte
Das Amt wurde als Amt Ratzeburg-Land mit ursprünglich 18 Gemeinden gebildet. Nach der Auflösung des Amtes Gudow-Sterley traten am 1. Januar 2007 die Gemeinden Brunsmark, Hollenbek, Horst, Klein Zecher, Salem, Seedorf und Sterley dem Amt bei. Das Amt hat sich daraufhin den heutigen Namen gegeben.

## Wappen
Blasonierung: „Über grünem Wappenschildfuß in Blau zwei silberne, sich nach links verjüngende Flachwellenbalken, darüber ein silberner fliegender Kranich.“

## Hinweis
Gebietsänderungen zwischen Mecklenburg und Schleswig-Holstein im Jahr 1945, von denen auch Gemeinden dieses Amtes betroffen sind, beruhen auf dem Barber-Ljaschtschenko-Abkommen.